# Grace Cathedral
Grace Cathedral est une cathédrale épiscopalienne située dans le quartier Nob Hill de San Francisco. 
La cathédrale est devenue un lieu de pèlerinage international pour les croyants et les visiteurs, célèbre pour ses mosaïques de De Rosen, une réplique des Portes du paradis de Lorenzo Ghiberti, les deux labyrinthes, les vitraux, un des sept retables de Keith Haring dédiés aux personnes mortes du SIDA, le mobilier médiéval et contemporain, ainsi que pour les 44 cloches du carillon, les trois orgues et le chœur.

## Histoire
Grace Church fut fondée à l'époque de la ruée vers l'or en Californie. Une première chapelle a été construite en 1849 et une autre, construite à proximité, fut un temps appelée Grace Cathedral. Elle fut détruite lors d'un incendie à la suite du tremblement de terre de 1906. La famille Crocker donna alors les ruines de son manoir au diocèse.
Dean J. Wilmer Gresham commença à travailler sur la structure de l'église actuelle en 1928. Conçue dans un style néogothique d'inspiration française par Lewis P. Hobart, elle a été achevée en 1964.

## Éléments remarquables

### Mosaïques
Grace Cathedral possède une importante collection d'œuvres de Jan Henryk de Rosen. Parmi ceux-ci une fresque de mosaïques représentant l'Adoration de la Nativité. À la demande du donateur, les anges planant au-dessus d'origine ont été enlevés par l'artiste, mais les constellations marquent encore leur place. De Rosen a également inclus une petite image de sa maison d'enfance de Varsovie dans sa création.

### Portes de Ghiberti
L'entrée de la cathédrale possède une paire de portes, souvent appelées Portes Ghiberti. Elles sont une copie de l'entrée du Baptistère Saint-Jean de Florence, cette porte créé par Lorenzo Ghiberti est également surnommée Porte du Paradis.

### Les labyrinthes
Aménagé sur le sol de la Grace Cathedral, le labyrinthe est calqué sur le fameux labyrinthe médiéval de la Cathédrale Notre-Dame de Chartres située à Chartres, en France. Il existe également un autre labyrinthe extérieur dans la cour de la cathédrale.

### Les vitraux
Dans la cathédrale, on compte 677m² de vitraux, comportant plus de 1100 personnages allant d'Adam et Ève à Albert Einstein. Ces 32 fenêtres ou groupes de fenêtres, datent de 1930 à 1966 et furent conçues par l'américain Charles Connick et son studio de Boston. La cathédrale contient également des rosaces réalisées par Gabriel Loire, y compris la série représentant John Glenn, Thurgood Marshall, Jane Addams, Robert Frost et Einstein. 

### Le carillon
Le carillon de la cathédrale est un don du Dr Nathaniel T. Coulson, un dentiste de San Francisco et agent immobilier originaire des Cornouailles. Lorsque Coulson est arrivé à San Francisco en 1875, il a trouvé que la Grace Church manquait d'un clocher. Bien que méthodiste, il s'engagea à fournir des cloches pour l'église et, éventuellement, à passer les économies d'une vie pour réaliser son rêve et ériger la tour nord pour les accueillir. Le Carillon se compose de quarante-quatre cloches de bronze, coulées et accordées à la fonderie Gillett & Johnston, en Angleterre, en 1938. Les cloches sont arrivées avant que la tour de la cathédrale soit achevée, de sorte qu'elles ont passé leurs premières années sur Treasure Island, dans la baie de San Francisco comme pièces maîtresses de l'Exposition internationale du Golden Gate 1939-1940. Le carillon a été joué pour la première fois le soir de Noël 1940 et a été officiellement consacré en 1943. Les cloches ont sonné pour marquer un certain nombre d'événements importants, y compris le D-Day et le centenaire du Cable Cars de San Francisco.

## Galerie

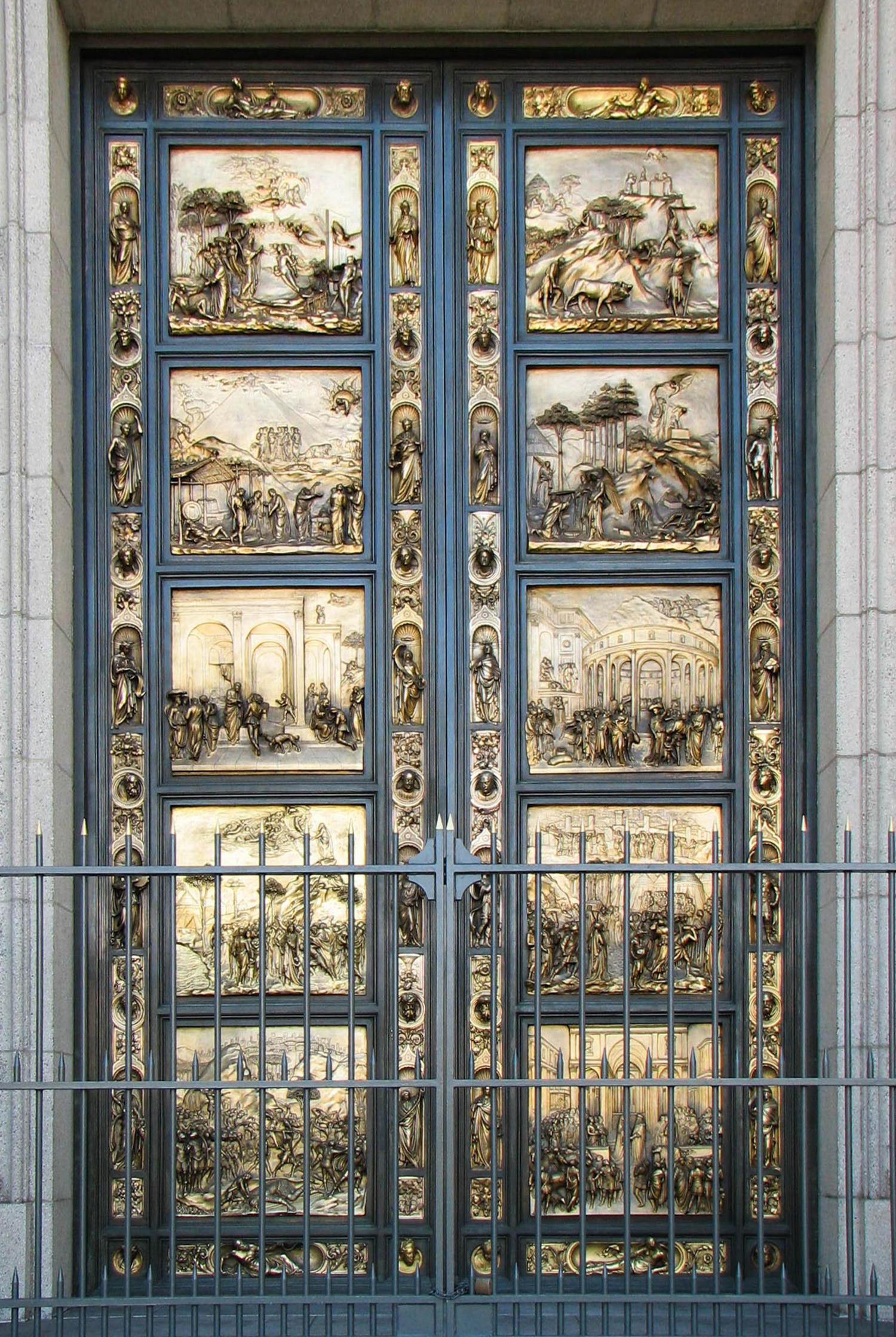
Portes de Ghiberti.
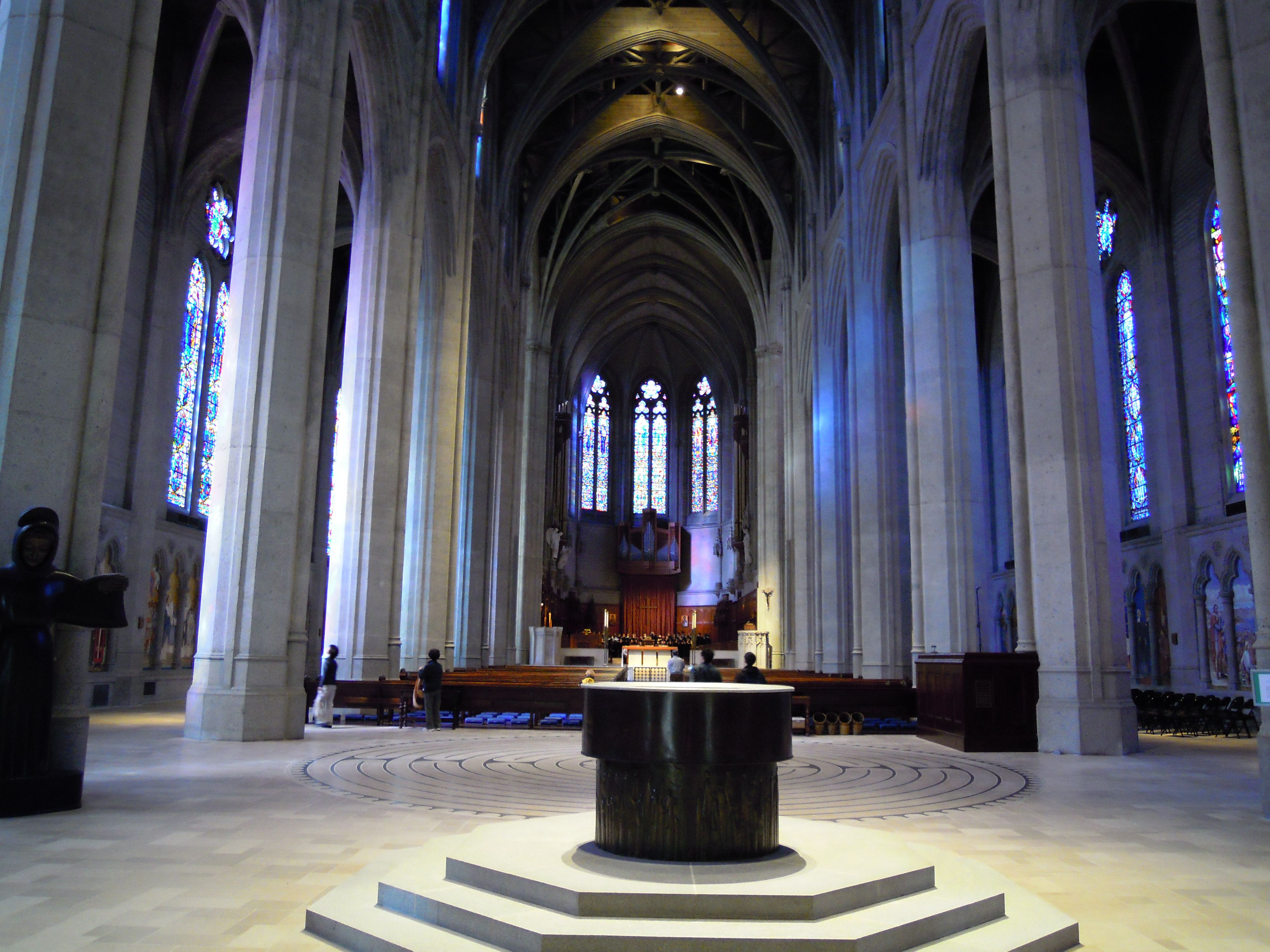
Intérieur de la cathédrale.
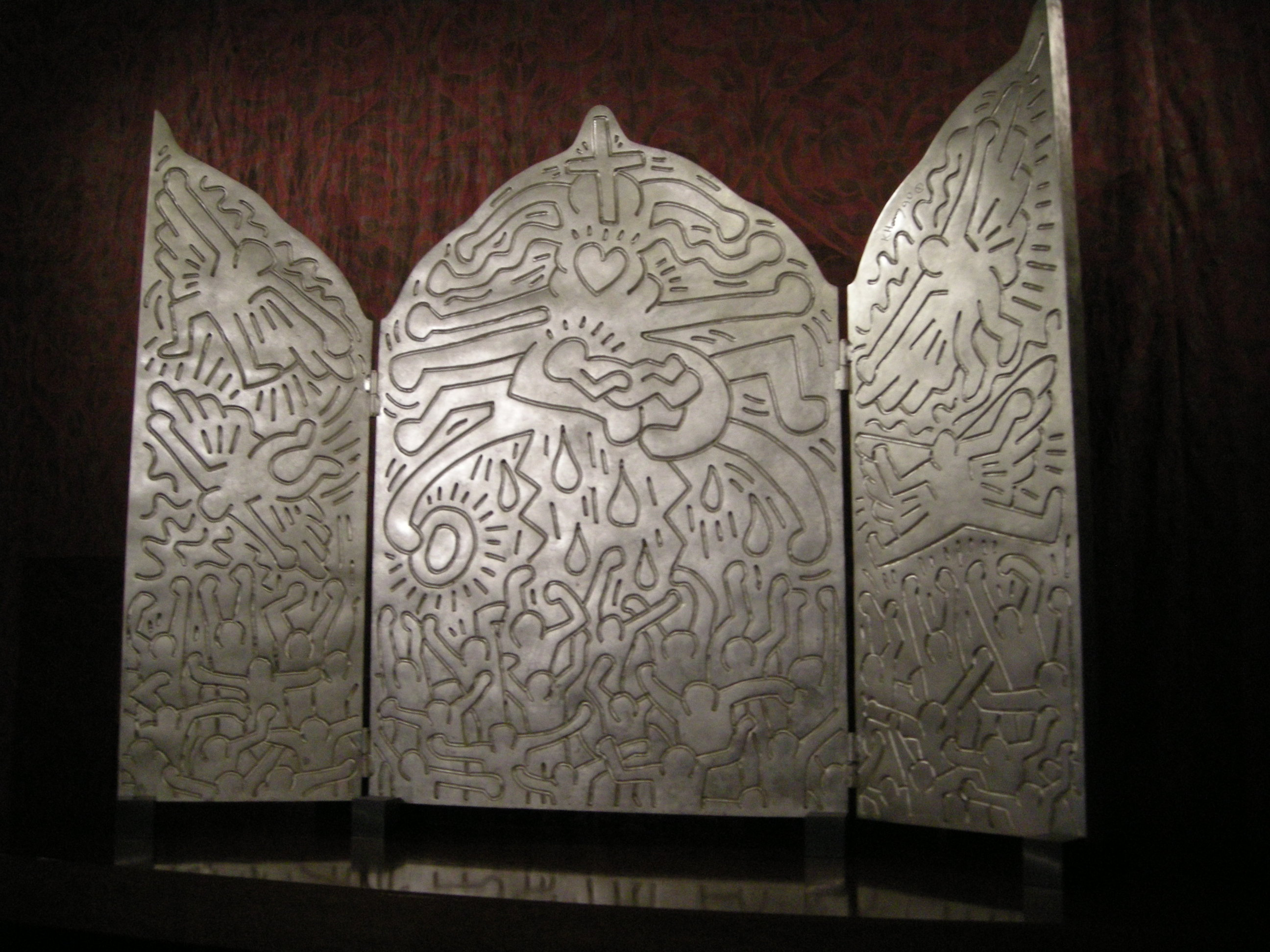
Retable de Keith Haring.
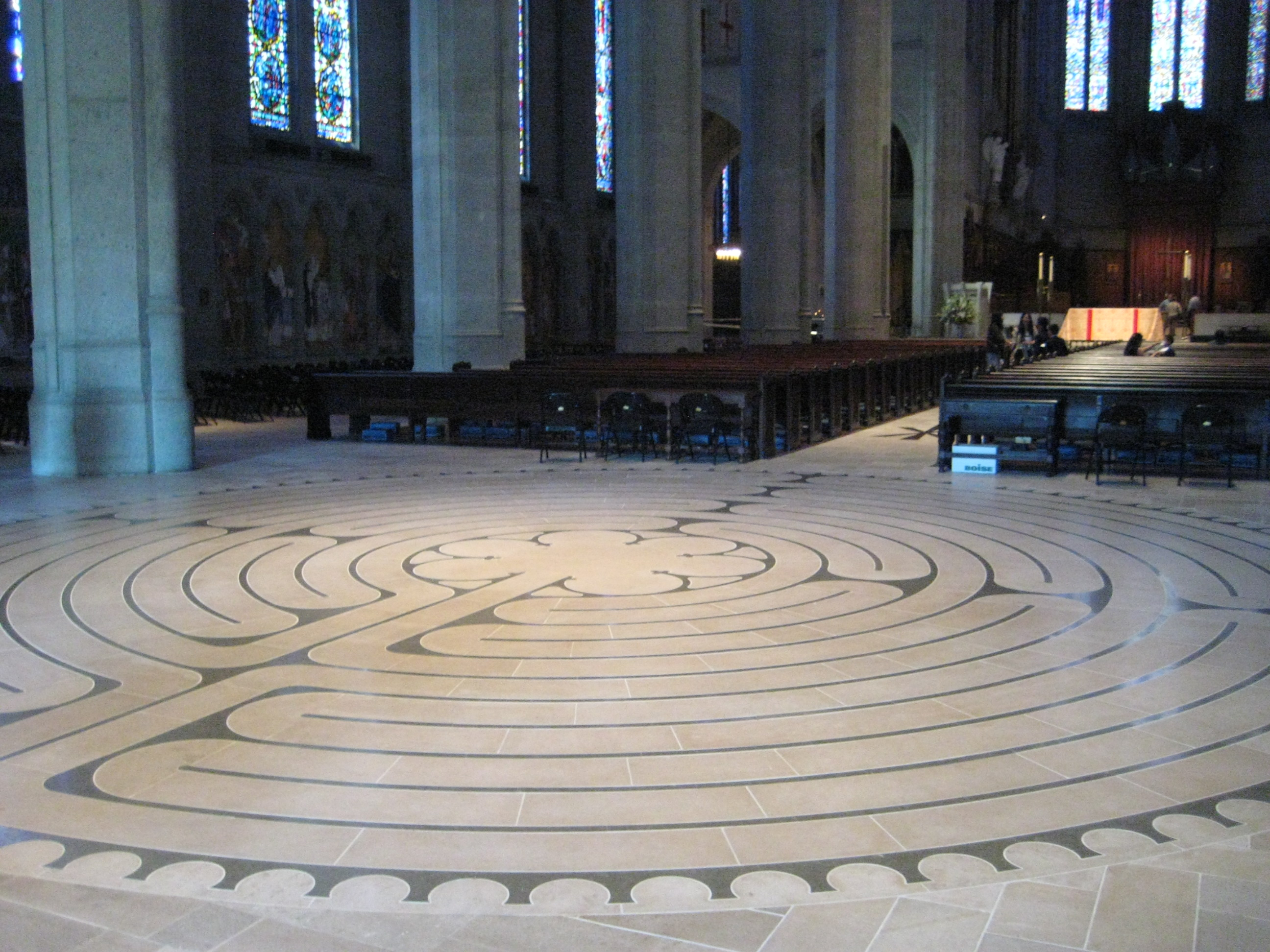
Labyrinthe intérieur
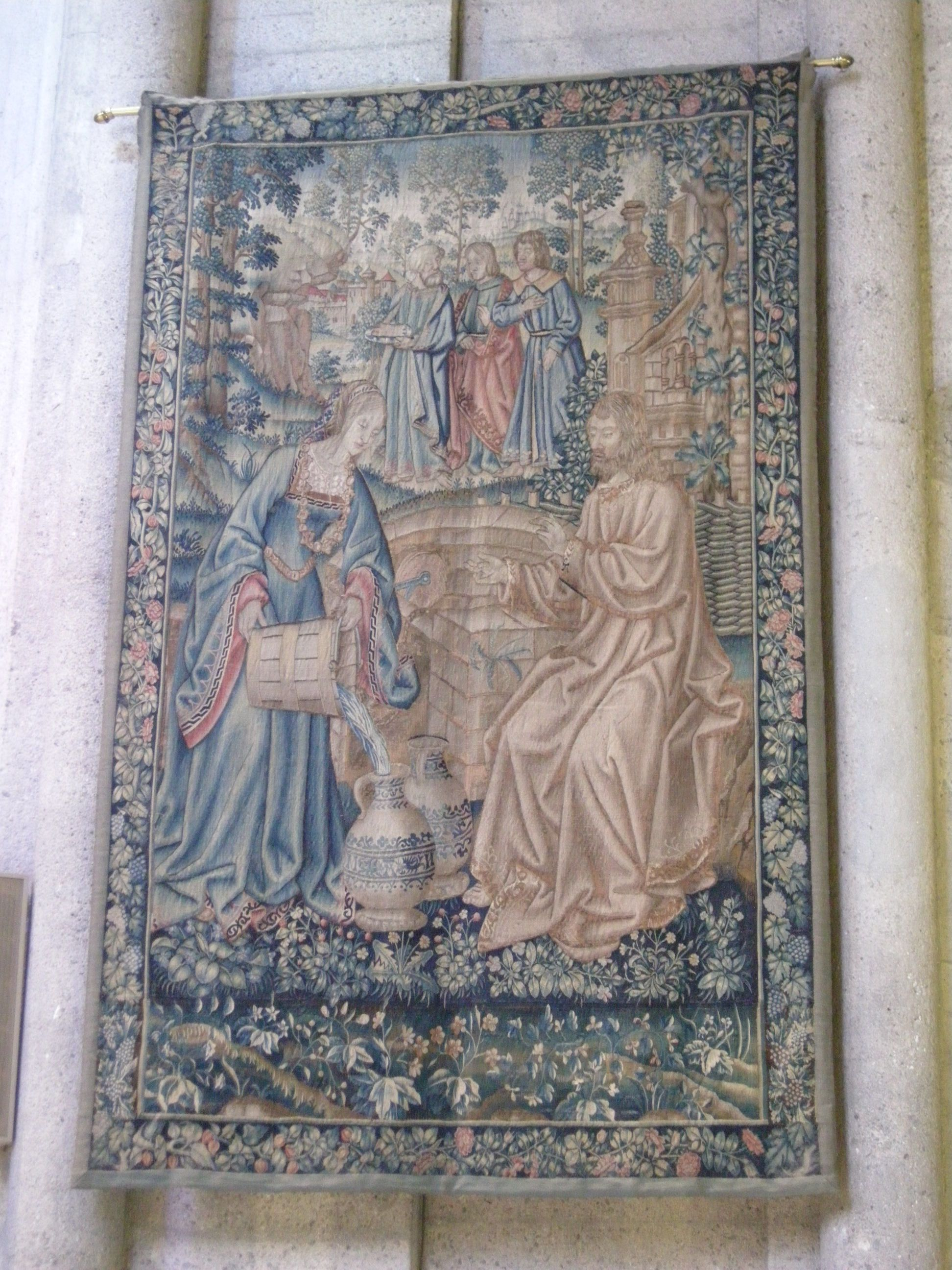
Tapisserie française du seizième siècle.

## Dans les médias
- Une scène du film Bullitt (1968), de Peter Yates, est tournée sur le parvis de la cathédrale.